# Rückenschmerzen
Als Rückenschmerzen (Notalgie) werden alle mehr oder minder starken Schmerzen im Bereich des Rückens bezeichnet, völlig unabhängig von deren Ursache. Fachsprachlich werden Schmerzen im Bereich der Lendenwirbelsäule oft als Kreuzschmerzen (Lumbalgie/Lumbago) oder LWS-Syndrom bezeichnet, während die Dorsalgie (synonym: BWS-Syndrom) entweder unspezifisch Rückenschmerzen oder im engeren Sinne Schmerzen im Bereich der Brustwirbelsäule bezeichnet. Schmerzen der Halswirbelsäule werden oft als Nackenschmerzen, Zervikalgie oder HWS-Syndrom bezeichnet. Bei ausstrahlenden Schmerzen in die Extremitäten spricht man im Bereich der Lendenwirbelsäule von einer (Lumbo-)Ischialgie und an der Halswirbelsäule von einer (Zerviko-)Brachialgie.

## Definition
Nach Dauer:
- Akute Rückenschmerzen: weniger als 6 Wochen
- Subakute Rückenschmerzen: 6 bis 12 Wochen
- Chronische Rückenschmerzen: mehr als 12 Wochen

Andere Definition nach Dauer:
- Akute Rückenschmerzen: treten entweder erstmals oder nach mindestens sechsmonatiger Beschwerdefreiheit innerhalb eines Tages auf und halten für höchstens drei Monate an.
- Zeitweilige Rückenschmerzen: halten für höchstens drei Monate an und kehren innerhalb eines Jahres nicht wieder.
- Wiederkehrende Rückenschmerzen: sind mit mehr als einer Episode an weniger als der Hälfte der Tage eines Jahres vorhanden.
- Chronische Rückenschmerzen: sind mit meist mehr als einer Episode an mehr als der Hälfte der Tage eines Jahres vorhanden.

Umgangssprachlich wird ein akuter Rückenschmerz im Lumbosakralbereich, welcher durch einen stechenden Schmerzcharakter gekennzeichnet ist, als Hexenschuss bezeichnet. Ursächlich wird hier eine Reizung der sensiblen Innervation der Wirbelsäule, d. h. der Nerven, welche die Wirbelsäule selbst versorgen (also nicht durch Kompression der aus der Wirbelsäule austretenden Spinalnerven, die den übrigen Körper versorgen) angesehen.

## Epidemiologie
In Deutschland haben statistisch gesehen zurzeit 27–40 % der Menschen Rückenschmerzen. Etwa 70 % haben die Schmerzen mindestens einmal im Jahr und etwa 80 % klagen mindestens einmal im Leben über Rückenschmerzen. Von den Abschnitten der Wirbelsäule ist die Brustwirbelsäule (BWS) hinsichtlich Rückenschmerzen prozentual am wenigsten und die Lendenwirbelsäule (LWS) am häufigsten betroffen.
Am häufigsten sind Rückenschmerzen in der Altersgruppe der 50- bis 70-Jährigen zu verzeichnen, Kinder sind davon jedoch nicht ausgenommen.
Rückenschmerzen stellen (nach Infektionen des Atemtrakts) die zweithäufigste Ursache für Arztbesuche dar. Die volkswirtschaftliche Bedeutung der verschiedenen Erkrankungen der Wirbelsäule ist entsprechend groß. Sie sind der Grund von etwa 15 % aller Arbeitsunfähigkeitstage und in einem ähnlichen Prozentsatz der Anlass für eine Frühberentung. Im Jahr 2010 belief sich der volkswirtschaftliche Schaden aufgrund von chronischen Rückenschmerzen auf rund 17,5 Milliarden Euro.
Deshalb hat der Gesundheitsschutz von Arbeitnehmern beim manuellen Heben, Halten, Tragen, Ziehen und Schieben von Lasten einen besonderen Stellenwert im Rahmen der arbeitsmedizinischen Gefährdungsbeurteilung (siehe: Leitmerkmalmethode).

## Ursachen
Orthopädische/ unfallchirurgische Erkrankungsbilder als Ursache für Rückenschmerzen reichen von Wirbelbrüchen über Bandscheibenvorfälle, Spinale Stenosen und Gleitwirbeln bis hin zu degenerativen Wirbelsäulenerkrankungen wie der Osteochondrose. Auch entzündliche Erkrankungen wie der Morbus Scheuermann oder der Morbus Bechterew und tumoröse Ursachen der Wirbel können zu Rückenschmerzen führen.
Bei Schmerzen im Bereich des Rückens muss grundsätzlich auch an das Vorliegen internistischer Erkrankungen gedacht werden, welche in den Rücken ausstrahlen können (Headsche Zonen). Atemabhängige Schmerzen können durch eine Rippenfellentzündung (Pleuritis), belastungsabhängige Schmerzen durch eine koronare Herzkrankheit und nahrungsabhängige Schmerzen durch ein Zwölffingerdarmgeschwür verursacht sein. Gallenkoliken strahlen oft in die rechte Schulter und gelegentlich in den Rücken aus, auch der Schmerz einer Bauchspeicheldrüsenentzündung kann in den Rücken projiziert werden. Ein akut auftretender starker Schmerz zwischen den Schulterblättern ist Leitsymptom der Aortendissektion, auch Herzinfarkte und Lungenembolien können sich in Form eines plötzlichen Rückenschmerzes präsentieren. Bei Schmerzen im Bereich der Lendenwirbelsäule muss auch an eine Nierenbeckenentzündung und Nieren- oder Harnleitersteine gedacht werden. Auch eine Gürtelrose kann vor dem Auftreten typischer Hautbläschen unklare Schmerzen verursachen. Außerdem können auch gynäkologische Erkrankungen Beschwerden in der Lendenwirbelsäulenregion verursachen. Ebenso kann eine akute Borreliose meist wandernde Rückenschmerzen auslösen.
Wie in allen Bereichen der Wirbelsäule können auch psychosomatische Schwierigkeiten eine Rolle bei der Schmerzentstehung spielen: Die Wirbelsäule ist dafür ein wichtiges „Erfolgsorgan“. Formulierungen wie: „Jemand hat schwer an etwas zu tragen“, „Das hat jemandem das Rückgrat gebrochen“, „Jemand müsse katzbuckeln“ sind Hinweise aus der Umgangssprache, die sich auf diesen Zusammenhang beziehen. Nach unterschiedlichen Untersuchungen haben Rückenschmerzen in mindestens 40 Prozent der Fälle keine organischen Ursache und sind dann im Kontext psychischer Belastungen zu sehen. Als psychosoziale Risikofaktoren gelten: Überforderungen, Kränkungen, unzureichende Arbeitszufriedenheit, zwanghafte Helfer-Einstellung, masochistischer Altruismus, Selbst-Idealisierung. Schmerzzustände ohne organischen Hintergrund können zudem als Konversion einer Depression auftreten.
Die Ursache für unspezifische Rückenschmerzen wird in der Blockierung von Wirbelgelenken, etwa im Bereich der Lendenwirbelsäule und der Iliosacralgelenke, gesehen. Diese können auch sekundär, d. h. in Folge von den o. g. Erkrankungen, auftreten.
Weitere Ursachen können zum Beispiel sein: verspannte Muskeln, Fehlhaltungen, Übergewicht, zu wenig Bewegung, langes Sitzen sowie alltägliche, seelische oder berufliche Belastungen.
(→ Eine umfangreiche Auflistung möglicher Ursachen findet sich unter Liste der Krankheiten des Muskel-Skelett-Systems und des Bindegewebes nach ICD-10)

## Diagnostik
Die Anamnese erfragt die Schmerzausbreitung und -charakteristik und bei welcher Gelegenheit die Schmerzen auftreten und ob sie bewegungsabhängig sind. Nach einem schmerzarmen Intervall ist eventuell der Übergang in eine chronische Form möglich. Die Abgrenzung zu den Nervenwurzelreizungen wie z. B. dem Ischiassyndrom ist nicht immer ohne Weiteres möglich. Wenn der Schmerz ausstrahlt, aber nicht mit dem Dermatom eines Spinalnerven übereinstimmt, wird von einer „pseudoradikulären Symptomatik“ gesprochen.
In der klinischen Untersuchung werden neben der Prüfung von lokalem Muskelhartspann und der Beweglichkeit auch Differenzen der Beinlängen und hieraus sich ableitende pathologische Veränderungen sowie Funktionsdefizite (periphere Durchblutung, Motorik und Sensibilität (pDMS)) überprüft.
Eine weiterführende bildgebende Diagnostik (Konventionelle Röntgenaufnahmen, Computertomographie oder Magnetresonanztomographie) ist dann notwendig, wenn sich aus der Anamnese und aus der klinischen Untersuchung sogenannte „red flags“ ergeben, vor allem bei frisch aufgetretenen Lähmungserscheinungen und Störungen der Blasen- und Mastdarmfunktion. Degenerative Veränderungen an den Bandscheiben sind im Erwachsenenalter „normal“: So zeigte eine randomisierte, kontrollierte Studie mit MRT-Untersuchungen der Lendenwirbelsäule von 98 beschwerdefreien Personen bei 52 % der Untersuchten eine Vorwölbung der Bandscheibe(n), bei 27 % einen Bandscheibenvorfall, bei 1 % einen Bandscheibenvorfall mit Kompression des umliegenden Nervengewebes; 38 % wiesen Abnormitäten an mehr als einer Bandscheibe auf.

## Therapie und Prävention
Zur Vorbeugung gilt ein „rückengerechtes“ Verhalten im Alltag als wesentlich, beispielsweise beim Heben von Lasten. Geeignete gymnastische Übungen und Ausgleichssport können unterstützend wirken.
Die Behandlung richtet sich generell nach der Ursache der Beschwerden und ist abhängig von Dauer: Bei akuten Rückenschmerzen handelt es sich in der Regel um ein vorübergehendes Ereignis, das nur einer symptomatischen Therapie bedarf. Hier kommen Schmerzmittel, wie nichtsteroidale Entzündungshemmer (NSAR), zur Anwendung. Des Weiteren können physiotherapeutische Maßnahmen, wie Krankengymnastik, manualtherapeutische Verfahren (Massage, Manuelle Therapie, Manuelle Medizin, Osteopathie) oder Fango, und lokale Infiltrationen angewendet werden. Bei einem gutartigen Verlauf kann durch rasche, zielgerichtete Therapie die Ausbildung eines Schmerzgedächtnisses vermieden werden. Bei chronischen Rückenschmerzen wird der Stellenwert von Therapiemaßnahmen, welche eine aktive Mitarbeit des Patienten fördern, in den Leitlinien der orthopädischen Fachgesellschaft und der Arzneimittelkommission der Deutschen Ärzteschaft betont.
Die Wirksamkeit der Akupunktur zur Behandlung des Rückenschmerzes wird in der Literatur nicht einheitlich gesehen. So zeigte die GERAC-Studie zur Akupunktur bei chronischem Kreuzschmerz, dass der Therapieerfolg einer 6-wöchigen Akupunktur etwa 1,7 Mal so hoch ist wie eine sechsmonatige, leitlinienorientierte Standardtherapie mit Medikamenten und Physiotherapie. Dabei zeigte sich jedoch kein signifikanter Unterschied zwischen chinesischen Akupunkturpunkten und falschen, nicht-chinesischen Akupunkturpunkten. Trotzdem wurde die Akupunktur 2006 von einigen Experten und 2007 auch vom Gemeinsamen Bundesausschuss als zusätzliche oder alleinige Therapiemöglichkeit bei chronischen Rückenschmerzen empfohlen.
Neben verhaltenstherapeutischen Maßnahmen werden zur Behandlung von Rückenschmerzen auch Entspannungstechniken wie z. B. progressive Muskelrelaxation nach Jacobson oder Yoga bei Rückenschmerzen eingesetzt. Alexander-Technik sowie die Rückenschule sollen bei Rückenschmerzen durch Erlernen von körpergerechter Bewegung und deren Anwendung im Alltag wirken.
Wenn konservative Behandlungsoptionen bei chronischen, neuropathischen Rücken- oder Beinschmerzen auf Dauer keinen Erfolg gebracht haben, kann die Neuromodulation (engl. Spinal Cord Stimulation, SCS) zum Einsatz kommen. Als Arm der Schmerztherapie in der S3-Leitlinie „Epidurale Rückenmarkstimulation zur Therapie chronischer Schmerzen“ ist diese Methode mit Empfehlungsgrad B eingestuft.
Magnesium kann chronische Rückenschmerzen lindern.
Auch Placebos können bei Rückenschmerzen hochwirksam sein.

### Leitlinien
- Nationale VersorgungsLeitlinie Kreuzschmerz (2. Auflage 2017)
- S1-Leitlinie: Nackenschmerzen der DEGAM
- S1-Leitlinie: Chronischer nicht tumorbedingter Schmerz der DEGAM

### Fachliteratur
- Manfred Eder, Hans Tilscher: Schmerzsyndrome der Wirbelsäule. Grundlagen, Diagnostik, Therapie. 3., erweiterte und überarbeitete Auflage. Hippokrates, Stuttgart 1985, ISBN 3-7773-0698-3.
- Jan Hildebrandt, Gerd Müller, Michael Pfingsten: Lendenwirbelsäule. Ursachen, Diagnostik und Therapie von Rückenschmerzen. Elsevier, München 2005, ISBN 3-437-23250-9 (medizinisches Fachbuch).